# Чаях
Чаях — упразднённое село в Лакском районе Дагестана, Россия. На момент упразднения являлось центром Чаяхского сельсовета. В 1944 году все население переселено в село Тухчар Новолакского района.

## Географическое положение
Располагалось в 4,5 км к северо-востоку от села Караша, на правом берегу реки Кашралиних.

## История
До вхождения Дагестана в состав Российской империи селение Чаях (также было известно как Чаяши, Чаяхлю) входило в состав Казикумухского ханства. Затем в Гойминское сельское общество Вицхинского наибства Казикумухского округа Дагестанской области. В 1895 году селение состояло из 75 хозяйств. По данным на 1926 год село состояло из 69 хозяйств. В административном отношении входило в состав Мукурского сельсовета Лакского района. С 1927 года центр сельсовета был перенесен в Чаях.
В 1944 году, после депортации чеченского населения с Северного Кавказа, все население села (76 хозяйства) было переселено в село Бильт-аул (современное Тухчар) бывшего Ауховского района.

## Население
| Год       | 1895 | 1908 | 1926 | 1939 | 1944 |
| --------- | ---- | ---- | ---- | ---- | ---- |
| Население | 353  | 403  | 263  | 342  | 276  |

По переписи 1926 года в селе проживал 263 человека (113 мужчин и 150 женщин), из которых: лакцы — 100 %. Кроме того числилось 46 отходников.